# 미스테리 맨
《미스테리 맨》(영어: Mystery Men)은 미국에서 제작된 킹카 외셰르 감독의 1999년 슈퍼히어로 코미디 영화이다. 벤 스틸러, 행크 어제리아 등이 출연하였고, 로런스 고든 등이 제작에 참여하였다.

## 출연진
- 벤 스틸러
- 행크 어제리아
- 윌리엄 H. 메이시
- 그레그 키니어
- 켈 미첼
- 폴 루번스
- 저닌 거로펄로
- 웨스 스투디
- 클레어 폴라니
- 제프리 러시
- 레나 올린
- 에디 이자드
- 톰 웨이츠
- 아티 랭
- 루이즈 래서
- 리키 제이
- 제니퍼 루이스
- 네드 벨러미
- 코빈 블루
- 필립 볼든
- 마이클 베이
- 마크 머더즈보
- 성 강
- 데인 쿡
- 더그 존스

## 기타 제작진
- 공동 제작: 스티븐 길더
- 배역: 민디 마린
- 미술: 커크 M. 페트러첼리
- 의상: 매릴린 밴스